# تسوباتا
تسوباتا (به لاتین: Tsubata, Ishikawa) یک شهر در ژاپن است که در ناحیه کاهوکو واقع شده‌است.

## خصوصیات
تسوباتا  ۳۵٬۴۶۷ نفر جمعیت دارد.